# Nikita Michalkov
Nikita Sergejevitj Michalkov (ryska: Никита Сергеевич Михалков), född 21 oktober 1945 i Moskva, är en rysk filmregissör och skådespelare. Han är internationellt känd för filmen Brända av solen (1994), som vann en Oscar för bästa utländska film. I den spelar han också huvudrollen, vilket han ofta gör i sina filmer.

## Filmografi i urval
- 1964 – Romans i Moskva (roll)
- 1967 – Röda och vita (roll)
- 1969 – Adelsnästet (roll)
- 1969 – Det röda tältet (roll)
- 1974 – Vän bland fiender (manus, regi och roll)
- 1976 – Kärlekens slaveri (regi och roll)
- 1977 – Ofullbordat stycke för mekaniskt piano (manus, regi och roll)
- 1979 – Fem kvällar (manus och regi)
- 1980 – Sången om Sibirien (roll)
- 1980 – Oblomov (manus, regi och roll)
- 1982 – Flygningar i dröm och verklighet
- 1983 – Möte på station (roll)
- 1987 – Svarta ögon (manus och regi)
- 1991 – Urga - kärlekens tecken (regi)
- 1994 – Brända av solen (manus, regi, produktion och roll)
- 1999 – Barberaren från Sibirien (manus, regi, co-produktion och roll)
- 2007 – 12 (manus, regi, produktion och roll)
- 2010 – Brända av solen 2 (manus och regi)

## Utmärkelser
- Asteroiden 14349 Nikitamikhalkov[7]

- Förtjänstfull konstnär i Ryska SFSR,  31 december 1976
- Golden Shell,  1977
- Lenins Komsomolpriset,  1978
- Folkets konstnär i Ryska SFSR,  28 mars 1984
- Premio Internazionale Viareggio-Versilia,  1988[8]
- Guldlejonet,  1991
- Officer av Hederslegionen,  1992
- Nika,  1993
- Ryska federationens statspris,  1993
- Europeiska filmpriset för bästa film, för Urga - kärlekens tecken, med  Michel Seydoux,  1993[9]
- Grand Prix, för Brända av solen,  1994
- Kommendör av Hederslegionen,  1994
- Ryska fäderneslandets förtjänstorden av 3:e graden,  17 oktober 1995
- Ryska federationens presidentiella tacksamhetscertifikat,  11 juli 1996[10]
- Storkorsriddare av Republiken Italiens förtjänstorden,  2004
- Ryska fäderneslandets förtjänstorden av andra graden,  21 oktober 2005
- Heders-Guldlejonet,  2007
- Ryska fäderneslandets förtjänstorden av 4:e graden,  21 oktober 2010
- Helige furst Daniel av Moskvas orden,  2015
- Guldörnen,  2015
- Ryska fäderneslandets förtjänstorden av första graden,  29 juni 2015[11]
- Dostluqorden,  20 oktober 2015[12]
- Arbetets hjälte, Ryska federationen,  2020
- Fenix,  2024[13]
- Aleksandar Lifka-priset
- Italienska republikens förtjänstorden
- Gloria Artis (kulturpris)
- Russian Award “The best books, publishing houses, projects”
- Orders, decorations, and medals of Serbia
- Honorary citizen of Moscow Oblast
- Sergej av Radonesj-orden
- Silverknappen
- TEFI
- Helige martyr tsar Nikolajs orden
- Serafim av Sarovs orden
- Första graden av Sergej av Radonesj-orden
- Guldknappen
- Rysslands försvarsministers pris för kultur och konst
- Hedersintyg från Ryska federationen
- Ryska federationens regeringspris för kultur
- Guldmedalj "Zasłużony Kulturze Gloria Artis"
- Guldmasken

[Redigera Wikidata]